# Diane Broeckhoven
Diane Broeckhoven (* 4. März 1946 in Antwerpen) ist eine flämische Autorin und Journalistin.
Broeckhoven wuchs in Antwerpen auf. Ab 1967 arbeitete sie für die Zeitung De Standaard. 1970 ging sie nach Haarlem in den Niederlanden, wo sie als freischaffende Journalistin und Autorin tätig wurde. 2000 kehrte sie in ihre Geburtsstadt zurück.
Zu ihren Werken zählen vor allem Jugendbücher, in denen zum Teil bis dahin für dieses Genre eher unübliche Themenkreise wie etwa Tod und Krankheit, aber auch Adoption von Kindern aus der „Dritten Welt“ aufgegriffen werden.
Neben diesen Jugendbüchern hat sie auch Bücher für Erwachsene verfasst. Das bekannteste von ihnen ist Ein Tag mit Herrn Jules.

## Werke
- Auf Wiedersehen, Vogelkind. Übersetzt von Helga van Beuningen. Hamburg 1990.
- Braun ohne Sonne. Übersetzt von Helga van Beuningen. Hamburg 1997.
- Tage mit Goldrand. Übersetzt von Rolf Erdorf. München 1999.
- Ein Tag mit Herrn Jules. Übersetzt von Isabel Hessel. Reinbek bei Hamburg 2006.
- Einmal Kind, immer Kind. Übersetzt von Isabel Hessel. Reinbek bei Hamburg 2007.
- Eine Reise mit Alice. Übersetzt von Isabel Hessel. Reinbek bei Hamburg 2008.
- Herrn Sylvains verschlungener Weg zum Glück. Übersetzt von Jörn Pinnow. München 2008.
- Kreuzweg. Übersetzt von Isabel Hessel. München 2012.
- Was ich noch weiß. Übersetzt von Isabel Hessel. München 2016.

## Auszeichnungen
- 1981: Prijs Provincie Antwerpen
- 1981: Prijs Tielt Boekenstad
- 1986: Prijs Tielt Boekenstad für Auf Wiedersehen, Vogelkind
- 1987: Bücherlöwe für Auf Wiedersehen, Vogelkind
- 1987: Interprovinciale prijs für Auf Wiedersehen, Vogelkind
- 1994: Boekenleeuw für Braun ohne Sonne
- 1997: Kinder- en Jeugdjury Limburg für Kristalnacht
- 1997: Kinder- en Jeugdjury Vlaanderen für Kristalnacht